# 2 mars
Pour les articles homonymes, voir Deux-Mars.
2 février 2 avril
Chronologies thématiques
- Croisades
- Ferroviaires
- Sports
- Disney
- Anarchisme
- Catholicisme

Abréviations / Voir aussi
- (° 1852) = né en 1852
- († 1885) = mort en 1885
- a.s. = calendrier julien
- n.s. = calendrier grégorien
- Calendrier
- Calendrier perpétuel
- Liste de calendriers
- Naissances du jour

Le 2 mars est le 61e jour de chaque année commune du calendrier grégorien, le 62e lorsqu'elle est bissextile ; il en reste ensuite 304.
C'était généralement le 12e jour du mois de ventôse dans le calendrier républicain ou révolutionnaire français, officiellement dénommé jour de l'orme.

## Événements

### Xesiècle
- 986 : Louis V devient roi des Francs.

### XIIIesiècle
- 1295 : cession du comté de Bourgogne au roi de France Philippe IV le Bel.

### XVesiècle
- 1444 : création de la ligue de Lezha.
- 1458 : Georges de Podiebrady est élu roi de Bohême.
- 1476 : bataille de Grandson.

### XVIesiècle
- 1503 : la république de Venise signe un traité avec les Turcs en y abandonnant Lépante mais en gardant certaines îles ioniennes.
- 1585 : la Ligue catholique déclare Henri IV inapte à monter sur le trône de France.

### XVIIesiècle
- 1678 : l'armée de Louis XIV occupe Gand et Ypres.

### XVIIIesiècle
- 1793 : soulèvement de la Vendée contre le gouvernement de la Convention.
- 1796 : le Directoire nomme Napoléon Bonaparte commandant en chef de l'armée d'Italie.

### XIXesiècle
- 1807 : les Britanniques interdisent le commerce d'esclaves entre l'Afrique et l'Amérique.
- 1814 : Bataille d'Aire-sur-l'Adour.
- 1820 : compromis du Missouri concernant l'esclavage aux États-Unis.
- 1835 : Ferdinand d'Autriche devient empereur d'Autriche, roi de Lombardie-Vénétie et roi de Bohême et de Hongrie sous le nom de Ferdinand V.
- 1836 : déclaration d'indépendance du Texas.
- 1848 : loi des 10 heures qui réduit la durée du travail en France.
- 1855 : Alexandre II devient tsar de Russie.

### XXesiècle
- 1917 : une loi fait des Portoricains des citoyens américains.
- 1919 : l'Internationale communiste est réalisée.
- 1925 : le Japon, qui jusque-là avait un suffrage censitaire, adopte le suffrage universel, pour les hommes.
- 1935 : abdication de Rama VII en faveur de son neveu Rama VIII.
- 1938 : Staline engage le procès du bloc des droitiers et des trotskistes.
- 1941 : le colonel Philippe Leclerc de Hauteclocque prête avec ses hommes le « serment de Koufra »  à la suite de la bataille du même nom : « Jurez de ne déposer les armes que lorsque nos couleurs, nos belles couleurs, flotteront sur la cathédrale de Strasbourg. »
- 1943 : début de la bataille de la mer de Bismarck.
- 1955 : 
  - l'Égypte et la Syrie signent une alliance défensive.
  - le roi du Cambodge Norodom Sihanouk abdique en faveur de son père le prince Norodom Suramarit, afin de pouvoir s'impliquer plus directement en politique et gouverner en tant que Premier ministre.
- 1956 :
  - déclaration d'indépendance du Maroc jusqu'alors sous protectorats français et espagnol.
  - le roi Hussein de Jordanie relève le général Glubb Pacha du commandement de la Légion arabe.
  - le Pakistan décide de rester dans le Commonwealth britannique.
- 1962 : le général Ne Win renverse le régime du Premier ministre U Nu au cours d'un putsch militaire en Birmanie.
- 1965 : premier envoi des troupes américaines au Sud-Viêt Nam.
- 1969 : début du conflit frontalier sino-soviétique de 1969.
- 1977 : en Libye, Mouammar Kadhafi fait proclamer par le Congrès général du peuple l'« avènement du pouvoir du peuple » et l'instauration de la « démocratie directe », les « masses populaires » étant désormais censées exercer le pouvoir sans intermédiaires. La République arabe libyenne est rebaptisée Jamahiriya arabe libyenne populaire et socialiste.
- 1979 : Mouammar Kadhafi, comme il l'avait annoncé en décembre 1978, quitte son poste de Secrétaire général du Congrès général du peuple (équivalent du chef de l'État) de la Jamahiriya arabe libyenne. Il demeure néanmoins dans les faits aux commandes du régime, son pouvoir s'exerçant désormais en dehors de tout cadre institutionnel et légal et sans aucune limite dans le temps.
- 1986 : Téhéran accuse des avions irakiens d'avoir lâché des bombes chimiques sur la localité kurde de Baneh, dans le nord-est de l'Iran, provoquant de nombreuses victimes parmi la population civile.
- 1992 : adhésion du Kazakhstan à l'ONU.
- 1995 :
  - l'ancien président du Conseil italien Giulio Andreotti est inculpé de collusion avec la Mafia.
  - le retrait de Somalie des soldats américains, italiens et des casques bleus des Nations unies s'achève, après une intervention de deux ans qui a coûté la vie à 100 d'entre eux et deux milliards de dollars.
- 2000 : Augusto Pinochet échappe, pour raisons de santé, à la justice espagnole, après le rejet par le ministre britannique de l'Intérieur, Jack Straw, de son extradition vers l'Espagne; il est ramené dans son pays à bord d'un avion chilien médicalisé.

### XXIesiècle
- 2002 : attentat contre le consulat des États-Unis à Karachi tuant 3 Pakistanais et un Américain.
- 2008 : en Russie, Dmitri Medvedev, candidat de la coalition au pouvoir soutenant Vladimir Poutine, est élu président de Russie dès le premier tour de l'élection présidentielle.
- 2017 : 
  - en Irlande du Nord, des élections anticipées se tiennent à la suite d’une crise gouvernementale.
  - en Syrie, les forces pro-régime reprennent Palmyre à l'État islamique.
- 2018 : en Arménie, Armen Sarkissian est élu président de la République.
- 2020 :
  - au Guyana, les élections législatives ont lieu afin d'élire les 65 membres de l'Assemblée nationale du pays, qui éliront à leurs tour le Président[1]. Les élections régionales se déroulent en même temps afin de renouveler les conseillers régionaux des dix régions du pays[2]. Les résultats, très serrés entre les deux principales formations sont contestés et un nouveau décompte rendu public, donne vainqueur le Parti progressiste du peuple qui réunit 33 sièges, soit la majorité absolue nécessaire pour gouverner seul. La coalition sortante obtient quant à elle 31 sièges, soit deux de moins qu'aux précédentes élections[3].
  - en Israël, les élections législatives ont lieu de manière anticipée pour désigner les membres de la Knesset[4]. Le Likoud de Benyamin Netanyahou est donné vainqueur.
  - en Syrie, l'armée régulière et le Hezbollah parviennent à reconquérir une nouvelle fois la ville de Saraqeb, brièvement réoccupée par les rebelles, après une première reprise moins d'un mois auparavant.

## Arts, culture et religion
- 1415 : abdication de l'antipape Jean XXIII.
- 1864 : publication de l'édition « grand public » de la Vie de Jésus du Breton Ernest Renan, best-seller européen qui fait scandale notamment en France.
- 1887 : création de Aus Italien, op. 16, fantaisie symphonique de Richard Strauss à Munich.
- 1933 : première projection du film King Kong.
- 1939 : le cardinal Pacelli devient le pape Pie XII.
- 1996 : le restaurant parisien "La Tour d'argent" perd l'une de ses étoiles (au nombre de trois depuis 1933) au guide Michelin[5].

## Sciences et techniques
- 1969 : l'avion supersonique franco-anglais « Concorde » effectue son premier vol d'essai depuis Toulouse en Occitanie (alors Midi-Pyrénées), son premier vol commercial aura lieu sept ans plus tard.
- 2002 : la sonde spatiale Mars Odyssey de la NASA a trouvé des traces de glace sur la planète rouge, qui pourrait receler de grandes quantités d'eau. Cette découverte relance l'hypothèse scientifique selon laquelle des formes de vie auraient existé sur Mars.
- 2025 : l'atterrisseur lunaire Blue Ghost, de la société américaine Firefly Aerospace, se pose près du Mons Latreille[6].

## Économie et société
- 1791 : le décret d'Allarde supprime les corporations en ce début de monarchie constitutionnelle et parlementaire de la révolution française commencée en 1789.
- 1995 : création de l'entreprise Yahoo!.
- 1998 : enlèvement de Natascha Kampusch.
- 2018 : à Ouagadougou, au Burkina Faso, le Groupe de soutien à l'islam et aux musulmans (GSIM) attaque l'ambassade de France et l'état-major général des armées.
- 2021 : 
  - en France, le président de la République Emmanuel Macron reconnaît qu'en 1957 l'avocat algérien Ali Boumendjel a été « torturé et assassiné » par l'armée[7].
  - au Nigeria, libération des 317 jeunes filles enlevées le 26 février par des bandits dans l'État de Zamfara[8].

## Naissances

### XIIIesiècle
- 1270 : Sciarra Colonna, sénateur romain appartenant à la puissante famille des Colonna († 2 mars 1329).

### XIVesiècle
- 1316 : Robert Stuart, futur roi Robert II d'Écosse († 19 avril 1390).

### XVesiècle
- 1409 : Jean II d'Alençon (Valois), fils de Jean Ier et de Marie de Bretagne, compagnon d'armes de Jeanne d'Arc († 8 septembre 1476).
- 1459 : Adrien VI, 218e pape († 14 septembre 1523).
- 1481 : Franz von Sickingen, chevalier allemand († 7 mai 1523).

### XVIesiècle
- 1513 : François d'Orléans-Longueville, marquis de Rothelin, comte de Neufchâtel († 25 octobre 1548).
- 1523 : Tsutsui Junshō, seigneur de guerre de la province japonaise de Yamato († 2 août 1550).
- 1545 : Thomas Bodley, diplomate anglais, fondateur de la Bodleian Library à Oxford († 28 janvier 1613).
- 1573 : Miguel de la Fuente, prêtre de l'Ordre du Carmel († 27 novembre 1626).
- 1577 : George Sandys, voyageur, colonisateur et poète anglais († mars 1644).
- 1585 : saint Jean Macias, moine dominicain espagnol béatifié en 1837 par Grégoire XVI et canonisé en 1975 par Paul VI († 16 septembre 1645).
- 1591 : Isabelle de Savoie, noble dame piémontaise († 22 août 1626).

### XVIIesiècle
- 1605 : René Ménard, prêtre jésuite français († août 1661).
- 1619 :
  - Marcantonio Giustinian, 107e doge de Venise († 23 mars 1688).
  - Anne de Melun, princesse française († 13 août 1679).
- 1620 : Henri-Marie de Laval de Boisdauphin, religieux français († 22 novembre 1693).
- 1629 : Nicolas de Croixmare, savant écrivain, mathématicien et chimiste français († 2 juin 1680).
- 1635 : Eugène-Maurice de Savoie-Carignan, général français, gouverneur de Champagne et de Brie, colonel général des Cent-Suisses et Grisons († 6 juin 1673).
- 1656 : Jan Frans van Douven, peintre de portraits des Pays-Bas († 1727).
- 1676 : Thomas Aikenhead, étudiant écossais exécuté pour blasphème († 8 janvier 1697).
- 1681 : Matsudaira Yoshikuni, daimyo du milieu de l'époque d'Edo († 20 janvier 1722).
- 1687 : François-Hyacinthe de La Fruglaye de Kervers, prélat français († 23 décembre 1745).
- 1695 : Bernhard Christoph Breitkopf, imprimeur et éditeur allemand († 26 mars 1777).

### XVIIIesiècle
- 1707 : Louis-Michel van Loo, peintre français († 20 mars 1771).
- 1730 : Michel Cabieu, militaire français († 5 novembre 1804).
- 1756 :
  - Pierre Alexandre Tardieu, graveur français († 3 août 1844).
  - Vincent-Marie Viénot de Vaublanc, homme politique et écrivain français, catholique et de tendance royaliste († 21 août 1845).
- 1760 : Camille Desmoulins, avocat, journaliste et révolutionnaire français, guillotiné le († 5 avril 1794).
- 1764 : Hélène de Montgeroult,  compositrice et pianiste française († 20 mai 1836).
- 1765 : Marie François Rouyer, général de division français († 10 août 1824).
- 1766 : Thomas Henry, peintre et mécène français († 7 janvier 1836).
- 1769 : DeWitt Clinton, homme politique américain, ancien maire de New York et ancien gouverneur de l'État de New York († 11 février 1828).
- 1770 : Louis Gabriel Suchet, duc d'Albufera, maréchal d'Empire en 1811 († 3 janvier 1826).
- 1774 :
  - Jean Siméon Domon, général de brigade français († 5 juillet 1830).
  - Armand Charles Guilleminot, général français de la Révolution et de l’Empire, Pair de France et ambassadeur († 14 mars 1840).
- 1779 : Joel Roberts Poinsett, homme politique et botaniste américain († 12 décembre 1851).
- 1796 : François Bartholoni, pionnier du développement des chemins de fer en France († 9 juin 1881).
- 1800 : Ievgueni Baratynski, poète de l'Âge d'or de la poésie russe († 11 juillet 1844).

### XIXesiècle
- 1810 : Léon XIII (Vincenzo Gioacchino Raffaele Luigi Pecci), 257e pape de l'Église catholique († 20 juillet 1903).
- 1811 : Jean-Pierre Le Scour, poète français († 19 août 1870).
- 1816 : Théodore-Augustin Forcade, religieux français († 12 septembre 1885).
- 1820 : Multatuli, écrivain néerlandais († 19 février 1887).
- 1824 : Bedřich Smetana, compositeur tchèque († 12 mai 1884).
- 1839 :
  - Léon Benett, peintre et illustrateur français († 7 décembre 1916).
  - Francis Planté, pianiste français († 19 décembre 1934).
- 1843 : Marie-Clotilde de Savoie, fille aînée de Victor-Emmanuel II de Savoie († 25 juin 1911).
- 1845 : William Nicholson, 1er baron Nicholson et officier de l'armée britannique († 13 septembre 1918).
- 1856 : Louis Dartige du Fournet, vice-amiral français († 16 février 1940).
- 1860 : Maurice Vauthier, homme politique belge († 25 juin 1931).
- 1864 :
  - Victor Charreton, peintre français († 26 novembre 1936).
  - Émile Rimailho, artilleur et ingénieur français († 28 septembre 1954).
- 1871 : Mathieu Crickboom, violoniste et compositeur belge († 30 octobre 1947).
- 1876 : Eugenio Pacelli, futur pape italien Pie XII († 9 octobre 1958).
- 1880 :
  - Ivar Kreuger, industriel suédois († 12 mars 1932).
  - Alfred James Lotka, mathématicien et statisticien américain († 5 décembre 1949).
- 1883 : Leonard Colebrook, physiologiste et bactériologiste anglais († 27 septembre 1967).
- 1886 :
  - Jack Jones, joueur de rugby à XV gallois († 19 mars 1951).
  - Willis O'Brien, cinéaste américain († 8 novembre 1962).
  - Vittorio Pozzo, footballeur puis entraîneur italien († 21 décembre 1968).
- 1897 : Jack White, producteur de cinéma, réalisateur et scénariste américain d'origine hongroise († 10 avril 1984).
- 1899 : Harald Agersnap, compositeur, chef d'orchestre, violoncelliste et pianiste danois († 16 janvier 1982).
- 1900 :
  - Max Hymans, homme politique français († 7 mars 1961).
  - Kurt Weill, compositeur allemand († 3 avril 1950).

### XXesiècle
- 1901 : Raymond Talleux, rameur français († 21 mars 1982).
- 1902 : 
  - Moe Berg, receveur puis un instructeur américain de baseball († 29 mai 1972).
  - Edward Condon, physicien nucléaire américain († 26 mars 1974).
- 1904 : Dr Seuss (Theodor Seuss Geisel dit), écrivain, poète, illustrateur, auteur de littérature d'enfance et de jeunesse, scénariste, prosateur et animateur américain  († 24 septembre 1991).
- 1907 : Marguerite Radideau, athlète française spécialiste du sprint († 15 mars 1978).
- 1908 : Walter Bruch, ingénieur allemand († 5 mai 1990).
- 1909 : Mel Ott, joueur de baseball américain († 21 novembre 1958).
- 1910 : 
  - Aldo Tonti, directeur de la photographie et acteur italien († 7 juillet 1988).
  - George Kojac, nageur américain, double champion olympique († 28 mai 1996).
- 1911 : 
  - Mihály Bozsi, joueur de water-polo hongrois († 5 mai 1984).
  - Engelbert Endrass, commandant de sous-marin pendant la Seconde Guerre mondiale († 21 décembre 1941).
  - József Háda, footballeur international hongrois († 11 janvier 1994).
  - Wolfgang Schellmann, militaire allemand († 22 juin 1941).
  - Martim Silveira, footballeur brésilien († 26 mai 1972).
- 1912 : William Thayer Tutt (en), administrateur de hockey américain († 24 février 1989).
- 1914 :
  - Louis Chaillot, coureur cycliste français, médaillé d'or olympique en 1932 († 30 janvier 1998).
  - James Robert Knox, cardinal australien de la curie romaine († 26 juin 1983).
  - Martin Ritt, réalisateur américain († 8 décembre 1990).
- 1917 :
  - Desi Arnaz, acteur, chanteur et producteur américain († 2 décembre 1986).
  - Fernand Dupuy, homme politique français († 15 juin 1999).
  - David Goodis, romancier américain († 7 janvier 1967).
- 1919 :
  - Jennifer Jones, actrice américaine († 17 décembre 2009).
  - Tamara Toumanova, ballerine et actrice géorgienne († 29 mai 1996).
- 1921 :
  - Françoise Bernard (Andrée Jonquoy dite), auteure gastronomique et présentatrice française de télévision († 19 septembre 2021).
  - Ernst Haas, photographe autrichien († 12 septembre 1986).
  - Robert Simpson, compositeur britannique († 21 novembre 1997).
- 1922 :
  - Hilarion Capucci, archevêque syrien († 1er janvier 2017).
  - Raymond Mason, sculpteur britannique († 13 février 2010.
  - Bill Quackenbush, joueur de hockey sur glace canadien († 12 septembre 1999).
- 1923 : Françoise Berd, actrice et productrice québécoise († 10 août 2001).
- 1924 : Laurie Hughes, footballeur anglais († 9 septembre 2011).
- 1926 :
  - Bernard Agré, cardinal ivoirien, archevêque émérite d’Abidjan († 9 juin 2014).
  - Murray Rothbard, économiste américain († 7 janvier 1995).
  - George Patrick Leonard Walker, volcanologue britannique († 17 janvier 2005).
- 1927 : 
  - John Brademas, homme politique, enseignant et physicien américain († 11 juillet 2016).
  - Piotr Kowalski, sculpteur et architecte polonais († 7 janvier 2004).
- 1930 :
  - John Cullum, acteur et chanteur américain.
  - Pablo Armando Fernández, écrivain cubain († 3 novembre 2021).
  - Sergueï Kovalev (Сергей Адамович Ковалёв / Sergueï Adamovitch Kovaliov en russe), ancien dissident et prisonnier politique en URSS, militant des droits de l'homme en Russie, prix Sakharov du Parlement européen et en 1995 prix Theodor-Haecker († 9 août 2021).
  - Fernando Quiñones (es), auteur espagnol († 17 novembre 1998).
  - Tom Wolfe, auteur américain († 14 mai 2018).
  - Dominique Zardi, acteur et écrivain français († 13 décembre 2009).
- 1931 :
  - Ulysse Comtois, sculpteur et peintre québécois († 10 juillet 1999).
  - Mikhaïl Gorbatchev, dernier président soviétique, prix Nobel de la paix en 1990 († 30 août 2022).
  - Guy Husson, athlète français spécialiste du lancer du marteau.
  - Claude Mercier-Ythier, facteur français de clavecin († 2 juillet 2020).
- 1932 :
  - Élie Fallu, enseignant et homme politique québécois.
  - Francesca Solleville, chanteuse française.
- 1933 :
  - Robert Rosenthal, psychologue américain.
  - Nobuyoshi Tamura, pratiquant d'Aïkido japonais († 9 juillet 2010).
- 1935 : Al Waxman, acteur canadien († 18 janvier 2001).
- 1937 : 
  - Martine Allain-Regnault, journaliste, productrice, chroniqueuse et animatrice médicale française de presse écrite et de télévision († 8 octobre 2022).
  - Abdelaziz Bouteflika, président algérien († 17 septembre 2021).
- 1938 :
  - Ricardo Lagos, homme politique, ancien président du Chili.
  - Lawrence Payton (en), chanteur, compositeur, arrangeur et producteur américain du groupe The Four Tops († 20 juin 1997).
- 1939 : Takako Shimazu, Princesse Impériale japonaise.
- 1940 : 
  - Juraj Beneš, compositeur, pianiste et enseignant slovaque († 11 septembre 2004).
  - Lothar de Maizière, premier et dernier Premier ministre allemand démocratiquement élu de l'ex-R.D.A. du 12 avril 1990 au début officiel de la réunification le 2 octobre 1990, d'origine huguenote lorraine francophone.
- 1941 : Jean-Pierre Lafon, diplomate français.
- 1942 :
  - Jacques Casolari, footballeur français.
  - John Irving, écrivain américain.
  - Claude Larose, joueur de hockey sur glace canadien.
  - Luc Plamondon, compositeur et parolier québécois.
  - Lou Reed, chanteur et guitariste américain († 27 octobre 2013).
  - Roger Souza, acteur, réalisateur et scénariste français.
- 1943 :
  - Jean-Jacques Hyest, homme politique français.
  - Juan Carlos Masnik, footballeur uruguayen († 23 février 2021).
  - Peter Straub, écrivain américain.
- 1944 :
  - Ahmed Benaïssa, acteur franco-algérien († 20 mai 2020).
  - Philippe Morier-Genoud, acteur de théâtre et de cinéma français.
  - Leif Segerstam, musicien, chef d'orchestre et compositeur finlandais.(† 9 octobre 2024).
- 1945 :
  - Tomislav Dretar, homme de lettres et professeur d'université belge d'origine croate.
  - Philippe Jaffré, homme d'affaires français († 5 septembre 2007).
  - Alain Lebeaupin, évêque catholique français, ancien nonce apostolique en Équateur (en) puis au Kenya (en) († 24 juin 2021).
  - Christian Morin, musicien clarinettiste, présentateur, animateur de radio et de TV français.
- 1946 : Paul-Henri Nargeolet, explorateur et plongeur sous-marin français († 18 juin 2023.
- 1947 : Jean-Guy Fechner, acteur, humoriste du groupe Les Charlots.
- 1948 :
  - Larry Carlton, guitariste de jazz-rock, de smooth jazz et de blues américain.
  - Rory Gallagher, guitariste irlandais († 14 juin 1995).
- 1949 :
  - Alain Chamfort, chanteur français.
  - Naomi James, navigatrice en solitaire néo-zélandaise.
  - Gates McFadden, actrice américaine.
  - Isabelle Mir, skieuse alpine française.
  - Francisco Robles Ortega, cardinal mexicain, archevêque de Monterrey.
  - John Peter Rhys Williams, joueur de rugby gallois.
- 1950 : Karen Carpenter, chanteuse américaine du groupe The Carpenters († 4 février 1983).
- 1951 : 
  - Dean Barrow, Premier ministre et ministre des Finances du Belize.
  - Adrian Parker, pentathlonien britannique, champion olympique.
- 1952 :
  - Laraine Newman, actrice américaine.
  - Sergueï Stepachine, politicien russe.
- 1955 :
  - Shoko Asahara, gourou japonais de la secte Aum Shirikyo († 6 juillet 2018).
  - Jay Osmond (en), musicien américain du groupe The Osmonds.
- 1956 :
  - John Cowsill (en), musicien et chanteur américain du groupe The Cowsills.
  - Mark Evans, bassiste australien du groupe AC/DC.
- 1958 :
  - Michel Puech, photographe, journaliste et éditeur français.
  - Pascal Rannou, écrivain français.
  - Ian Woosnam, golfeur gallois.
- 1959 : Molly Killingbeck, athlète canadienne spécialiste du sprint et des relais.
- 1960 :
  - Peter F. Hamilton, écrivain britannique de science-fiction.
  - Mikhaïl Tiourine, cosmonaute russe.
- 1961 :  Frédéric Boyer (Cannes, 2 mars 1961 - ), écrivain, traducteur et éditeur français ;
- 1962 :
  - Jon Bon Jovi, chanteur, auteur, et acteur américain.
  - Hiroyuki Morioka, écrivain japonais.
- 1963 : 
  - Monica Theodorescu, cavalière allemande, triple championne olympique.
  - Tanyu Kiryakov, tireur sportif bulgare, double champion olympique.
- 1965 :
  - Éric Ripert, chef cuisinier français.
  - Florent Emilio Siri, réalisateur français.
- 1966 : 
  - Nina Morato, auteure, compositrice interprète française de chansons.
  - Judith Wiesner, joueuse de tennis autrichienne.
- 1967 : Jean-François Di Martino, escrimeur français, pratiquant l'épée.
- 1967 : Kelvin Davis, homme politique néo-zélandais.
- 1968 : Daniel Craig, acteur britannique.
- 1969 : Yael Azoulay, auteur français d'ouvrages pédagogiques.
- 1970 : Ciriaco Sforza, footballeur suisse.
- 1971 :
  - Kim Hwa-sook, handballeuse internationale sud-coréenne.
  - Hajnalka Kiraly, escrimeuse hongroise puis française.
  - Vincenzo Modica, coureur de fond italien, spécialiste du marathon.
  - Karel Rada, footballeur tchèque.
- 1972 : Oh Kyo-moon, archer sud-coréen, champion olympique.
- 1973 :
  - Dejan Bodiroga basketteur serbe.
  - Valérie Donzelli, actrice, scénariste et réalisatrice française.
  - Max van Heeswijk, coureur cycliste néerlandais.
  - Trevor Sinclair, joueur de football britannique.
- 1974 : 
  - Patrice Halgand, cycliste sur route français.
  - Djamel Khali, taekwondoïste français.
- 1975 : Katie Mactier, cycliste australienne.
- 1976 : David Ban, chanteur.
- 1977 :
  - Chris Martin, musicien britannique du groupe Coldplay.
  - Heather McComb, actrice américaine.
- 1978 :
  - Tomáš Kaberle, joueur de hockey sur glace de la République tchèque.
  - Serena Reinaldi, comédienne italienne.
  - Yánnis Skopelítis, footballeur grec.
  - Sylwester Szmyd, cycliste polonais.
- 1979 :
  - Damien Duff, footballeur irlandais.
  - Damien Grégorini, footballeur français.
  - David Skrela, joueur de rugby à XV français.
- 1980 :
  - Daphné Bürki, chroniqueuse de télévision française spécialisée dans la mode et les tendances, animatrice de télévision et de radiophonie.
  - Sunny Lane, actrice américaine.
  - Lance McNaught, catcheur professionnel américain († 13 août 2010).
  - Márton Vas, joueur de hockey sur glace hongrois.
- 1981 :
  - Tatum Bell, joueur américain de football américain.
  - Bryce Dallas Howard, actrice américaine.
  - Solenne Mary, escrimeuse de sabre française.
- 1982 :
  - Élodie Bourgeois-Pin, fondeuse française.
  - Jillian Camarena, athlète américaine spécialiste du lancer du poids.
  - Delonte Holland, basketteur américain.
  - Kevin Kurányi, footballeur allemand.
  - Mustapha Lemrani, footballeur marocain.
  - Henrik Lundqvist, joueur de hockey suédois.
  - Kathy Radzuweit, joueuse de volley-ball allemande.
  - Ben Roethlisberger, footballeur américain.
- 1983 : Lisandro López, footballeur argentin.
- 1984 : Blandine Bellavoir, actrice française.
- 1988 : Dexter Pittman, basketteur américain.
- 1989 :
  - Toby Alderweireld, footballeur belge.
  - Meaghan Benfeito, plongeuse canadienne.
  - Jean-Frédéric Chapuis, skieur acrobatique français.
  - Marc Donato, acteur canadien.
  - Marcel Hirscher, skieur alpin autrichien.
  - Alexandra Panova, joueuse de tennis russe.
- 1990 : Jérôme Sanchez, basketteur français.
- 1991 : Tianna Hawkins, basketteuse américaine.
- 1992 :
  - Armando Izzo, footballeur italien.
  - Lai Pin-yu, femme politique taïwanaise.
- 1993 : Nemanja Krstić, basketteur serbe.
- 1995 :
  - Miguel Andújar, joueur de baseball dominicain.
  - Paul Hill, joueur de rugby anglais.
- 1997 : Arike Ogunbowale, basketteuse américaine.
- 1999: Nikita Mazepin, pilote automobile russe.

### XXIesiècle
- 2000: Nona Sobo, actrice catalane.

## Décès

### VIesiècle
- 596 (entre 2 et 28 mars) : Childebert II, roi franc d'Austrasie (° 6 avril 570).

### Xesiècle
- 986 : Lothaire, roi des Francs (° 941).

### XIIesiècle
- 1127 : Charles Ier, comte de Flandre (° vers 1084).

### XIVesiècle
- 1329 : Sciarra Colonna, sénateur romain appartenant à la puissante famille des Colonna († 2 mars 1329).
- 1333 : Ladislas Ier le Bref, roi de Pologne (°C. 1261).

### XVIesiècle
- 1502 : Jean Carondelet, chancelier de Flandre et de Bourgogne (° 1429).
- 1563 : Ercole Gonzaga, cardinal italien (° 23 novembre 1505).
- 1572 : Mem de Sá, gouverneur-général portugais du Brésil (°C. 1500).
- 1573 : Jean-Guillaume de Saxe-Weimar, prince allemand de la maison de Wettin (° 11 mars 1530).
- 1589 : Alexandre Farnèse, cardinal italien (° 5 octobre 1520).

### XVIIesiècle
- 1619 : Anne de Danemark, reine consort de Jacques Ier d'Angleterre (° 12 décembre 1574).
- 1697 : Pierre Duchesne, émigrant français, ancêtre des Duchesne du Canada (° 1637).

### XVIIIesiècle
- 1715 : Emmanuel-Théodose de La Tour d'Auvergne, cardinal-évêque d'Albano, de Porto e Santa Rufina puis d'Ostie (° 26 août 1643).
- 1725 : José Benito Churriguera, architecte et sculpteur espagnol (° 1625).
- 1729 : Francesco Bianchini, philosophe et scientifique italien (° 13 décembre 1662).
- 1733 : Claude de Forbin, officier de marine français (° 6 août 1656).
- 1755 : Louis de Rouvroy, duc de Saint-Simon, écrivain français, célèbre pour ses Mémoires (° 16 janvier 1675).
- 1758 : Pierre Guérin de Tencin, cardinal français (° 22 août 1679).
- 1791 : John Wesley, religieux britannique, fondateur du méthodisme (° 17 juin 1703).
- 1797 : Horace Walpole, écrivain et homme politique britannique (° 24 septembre 1717).

### XIXesiècle
- 1801 : Charles-Albert Demoustier, écrivain français (° 13 mars 1760).
- 1810 : Claude Gaspard Blancheville, colonel d'Empire français (° 2 juillet 1766).
- 1830 : Samuel Thomas von Sömmering, physicien et biologiste allemand (° 28 janvier 1755).
- 1835 : François Ier (empereur d'Autriche), dernier empereur romain germanique (° 12 février 1768).
- 1840 : Heinrich Olbers, astronome allemand (° 11 octobre 1758).
- 1841 : Alexandre-François de La Rochefoucauld, militaire, diplomate et homme politique français (° 26 août 1767).
- 1849 : Louise de Goussaincourt de Gauvain (Nancy, 2 mars 1849 - Cannes, 17 octobre 1931), peintre et aquarelliste française.
- 1850 : Auguste Henri Victor Grandjean de Montigny (° 15 juillet 1776).
- 1855 : Nicolas Ier de Russie empereur de Russie, roi de Pologne et grand-duc de Finlande (° 6 juillet 1796).
- 1864 : Jean Alaux, peintre français (° 15 janvier 1786).
- 1878 : Benjamin Wade, avocat et sénateur américain (° 27 octobre 1800).
- 1886 : John Cooper Forster, médecin britannique (° 13 novembre 1823).
- 1887 : August Wilhelm Eichler, botaniste allemand (° 22 avril 1839).
- 1888 : Pierre Édouard Renard, haut magistrat et ancien maire de la ville d'Épernay (° 17 août 1808).
- 1892 : Annibale De Gasparis, astronome et mathématicien italien (° 9 avril 1819).
- 1895 : Berthe Morisot, peintre française (° 14 janvier 1841).

### XXesiècle
- 1903 : Gustav Radde, explorateur et naturaliste allemand (° 27 novembre 1831).
- 1904 : Charles Joseph Dumas-Vence, contre-amiral français (° 16 février 1823).
- 1906 : Jean-Baptiste Gélineau, médecin neurologue français (° 23 décembre 1828).
- 1916 : Carmen Sylva (Elisabeth Pauline Ottilie Louise de Wied dite), princesse puis reine de Roumanie (° 29 décembre 1843).
- 1921 : Nicolas Ier, roi du Monténégro (° 7 octobre 1841).
- 1922 : Henry Bataille, écrivain français (° 4 avril 1872).
- 1930 : D. H. Lawrence, écrivain britannique (° 11 septembre 1885).
- 1936 : Victoria-Mélita de Saxe-Cobourg-Gotha, grande-duchesse de Russie (° 25 novembre 1876).
- 1939 : Howard Carter, archéologue britannique (° 9 mai 1874).
- 1944 : Egon Mayer, as de l'aviation allemand pendant la Seconde Guerre mondiale (° 19 août 1917).
- 1945 :
  - Emily Carr, peintre canadienne (° 13 décembre 1871).
  - Jean-Baptiste Lemire, compositeur et chef d'orchestre français (° 8 juin 1867).
  - Émilie Tillion, écrivain et résistante française (° 1876).
  - Engelmar Unzeitig, prêtre allemand, martyr du Troisième Reich († 1er mars 1911).
- 1946 : Jean Choux, réalisateur et scénariste suisse (° 6 mars 1887).
- 1948 : Elizabeth Magie, conceptrice américaine de jeux de société (° 9 mai 1866).
- 1953 : Jim Lightbody, athlète de demi-fond et de steeple américain (° 15 mars 1882).
- 1955 : François de Linares, général de corps d'armée français (° 7 juillet 1897).
- 1962 : Charles-Jean de La Vallée Poussin, mathématicien belge (° 14 août 1866).
- 1970 : Marc-Aurèle Fortin, peintre québécois (° 14 mars 1888).
- 1971 : Philippe Besnard, artiste statuaire et sculpteur français (° 16 novembre 1885).
- 1972 : Léo-Ernest Ouimet, pionnier du cinéma québécois (° 16 mars 1877).
- 1973 : Jules Ladoumègue, coureur de demi-fond français (° 10 décembre 1906).
- 1975 : Madeleine Vionnet, haute couturière française (° 22 juin 1876).
- 1980 : Jarosław Iwaszkiewicz, écrivain et dramaturge polonais (° 20 février 1894).
- 1981 : Krum Lekarski, cavalier bulgare (° 5 mai 1898).
- 1982 : 
  - Philip K. Dick, écrivain américain de science-fiction (° 16 décembre 1928).
  - Barthélemy Guérini (Calenzana, Corse, 25 avril 1908 - Cannes, 2 mars 1982), figure dominante du milieu marseillais de l'après-guerre ;
- 1983 : Louis Béguet, joueur français de rugby à XV (° 7 décembre 1894).
- 1985 : Julie Vlasto, joueuse de tennis française (° 8 avril 1903).
- 1986 : Henri Czarniak, acteur français (° 3 septembre 1937).
- 1987 : Randolph Scott, acteur américain (° 23 janvier 1898).
- 1988 : Jan Pietraszko, évêque polonais, vénérable catholique (° 7 août 1911).
- 1991 : Serge Gainsbourg (Lucien Ginsburg dit), auteur-compositeur-interprète français (° 2 avril 1928).
- 1992 :
  - Sandy Dennis, actrice américaine (° 27 avril 1937).
  - Louis Leygue, sculpteur et graveur français académicien ès beaux-arts (° août 1905).
- 1994 : Maurice Bambier, homme politique français (° 27 décembre 1925).
- 1995 : Suzanne Basdevant, professeure de droit académicienne ès sciences morales et politiques (° 15 août 1906).
- 1996 : 
  - Célestin Delmer, footballeur français (° 15 février 1907).
  - Boris Mojaïev, romancier soviétique puis russe (° 1er juin 1923).
  - Lyle Talbot, acteur américain (° 8 février 1902).
- 1997 : 
  - Jordan Carson Mark, mathématicien canadien (° 6 juillet 1913).
  - Amleto Frignani, footballeur italien (° 1er mars 1932).
- 1998 : 
  - Miroslav Barvík, compositeur tchèque (° 14 septembre 1919).
  - Lucien Bodard, écrivain français (° 9 janvier 1914).
  - Marc Sautet, philosophe et traducteur français (° 25 février 1947).
  - Kenji Takahashi traducteur japonais (° 18 août 1902).
- 1999 : Dusty Springfield, chanteuse britannique (° 16 avril 1939).
- 2000 : Sandra Schmirler, joueuse de curling canadienne (° 11 juin 1963).

### XXIesiècle
- 2001 :
  - François Abadie, homme politique français (° 19 juin 1930).
  - Louis Faurer, photographe américain (° 28 août 1916).
- 2002 : Thomas Owen (Gérald Bertot dit), écrivain belge francophone (° 22 juillet 1910).
- 2003 : Hank Ballard, chanteur et compositeur américain (° 18 novembre 1927).
- 2004 : Mercedes McCambridge, actrice américaine (° 16 mars 1916).
- 2005 :
  - Djamel Amrani, poète algérien (° 29 août 1935).
  - Martin Denny, pianiste, arrangeur et compositeur américain (° 10 avril 1911).
  - Viktor Kapitonov, cycliste russe (° 25 octobre 1933).
- 2006 :
  - Leopold Gratz, homme politique autrichien (° 4 novembre 1929).
  - Philippe Muray, écrivain français (° 10 juin 1945).
  - Jack Wild, acteur britannique (° 30 septembre 1952).
- 2007 :
  - Bertrand Gagnon, comédien québécois (° 5 décembre 1926).
  - Thomas S. Kleppe, homme politique américain, secrétaire d'État à l'Intérieur de 1975 à 1977 (° 1er juillet 1919).
  - Clem Labine, joueur américain de baseball (° 6 août 1926).
  - Ivan Safronov, journaliste russe (° 16 janvier 1956).
  - Henri Troyat, écrivain français d'origine russe, Prix Goncourt en 1938, doyen de l'Académie française (° 1er novembre 1911).
- 2008 : 
  - Carl Hoddle (en), footballeur britannique (° 8 mars 1967).
  - Jules Perahim, peintre et plasticien roumano-français (° 24 mai 1914).
- 2009 :
  - Ernst Benda, homme politique et juriste allemand (° 15 janvier 1925).
  - Chris Finnegan, boxeur britannique, champion olympique des poids moyens à Mexico en 1968 (° 5 juin 1944).
  - Alexandre Léontieff, homme politique français, président du gouvernement de Polynésie française de 1987 à 1991 (° 20 octobre 1948).
  - João Bernardo Vieira, homme politique bissau-guinéen, président de la république de Guinée-Bissau (° 27 avril 1939).
- 2010 : Paul Drayton, athlète de sprint américain (° 8 mai 1839).
- 2011 :
  - Shahbaz Bhatti, Homme politique pakistanais (° 9 septembre 1968).
  - Thor Vilhjálmsson, écrivain islandais (° 12 août 1925).
- 2012 :
  - Jérôme Brézillon, photographe français (° 23 juin 1964).
  - Boubker el-Kadiri, résistant et écrivain marocain (° 1914).
  - Gérard Rinaldi, acteur et chanteur français (° 17 février 1943).
- 2013 :
  - Eriya Kategaya, avocat et homme politique ougandais (° 4 juillet 1945).
  - Yórgos Kolokythás, basketteur grec (° 2 novembre 1942).
- 2014 :
  - Gail Gilmore, actrice et danseuse canadienne (° 4 octobre 1937).
  - Molly Lamb Bobak, peintre canadienne (° 25 février 1919).
  - Stanley Rubin, scénariste et producteur américain (° 8 octobre 1917).
- 2015 : 
  - Jean-Pierre Brulé, homme d'affaires français (° 20 septembre 1929).
  - Leo Geoghegan, pilote automobile australien (° 16 mai 1936).
  - Francisco González Ledesma, écrivain espagnol (° 17 mars 1927).
  - Bettina Graziani, mannequin française (° 6 mai 1925).
  - Henri Lécuyer, haut-fonctionnaire français (° 1924).
  - Dave Mackay, footballeur écossais (° 14 novembre 1934).
  - Jem Marsh, ingénieur, pilote automobile et homme d'affaires britannique (° 15 avril 1930).
  - Jenna McMahon, scénariste, productrice et actrice américaine (° 24 mars 1925).
  - Michel Menu, résistant puis ingénieur et pionnier du scoutisme français (° 3 février 1916).
  - Charles Muller, linguiste français (° 22 septembre 1909).
  - Marc Taraskoff, peintre et illustrateur français (° 25 décembre 1955).
- 2016 :
  - Jean Georges de Hohenzollern, historien d'art allemand issu de la famille royale de Suède (° 31 juillet 1932).
  - Marion Patrick Jones, femme de lettres trinidadienne (° 1934).
  - Benoît Lacroix, théologien, philosophe et essayiste canadien (° 8 septembre 1915).
  - Allan Michaelsen, footballeur danois (° 2 novembre 1947).
  - Chandra Ranaraja, femme politique srilankaise (° 1939).
- 2017 : 
  - Yves Beccaria, éditeur et homme de presse français (° 7 avril 1929).
  - Tarcisio Catanese, footballeur italien (° 6 septembre 1967).
  - Édouard Close, homme politique belge (° 8 juillet 1929).
  - Tommy Gemmell, footballeur écossais (° 16 octobre 1943).
  - Marie Mélisou, écrivaine française (° 2 janvier 1962).
  - David Rubinger, reporter-photographe israélien (° 24 juin 1924).
- 2018 : 
  - Gillo Dorfles, critique d'art, peintre et philosophe italien (° 12 avril 1910).
  - Ota Filip, écrivain et journaliste allemand (° 9 mars 1930).
  - Billy Herrington, acteur de films pornographiques américain (° 14 juillet 1969).
  - Jesús López Cobos, chef d'orchestre espagnol (° 25 février 1940).
  - Marcel Philippot, comédien français (° 15 avril 1953).
  - Carlo Ripa di Meana, homme politique et environnementaliste italien (° 15 août 1929).
- 2019 : 
  - Yannis Behrakis, photojournaliste grec (° 3 mars 1960).
  - Keith Davis, joueur de rugby à XV néo-Zélandais (° 21 mai 1930).
  - Armand Frémont, géographe français (° 31 janvier 1933).
  - David Held, politologue britannique (° 27 août 1951).
  - Med Hondo (Abib Mohamed Medoun Hondo dit), acteur, doubleur vocal, réalisateur, scénariste et producteur franco-mauritanien (° 4 mai 1935).
  - François Konrady, footballeur français (° 4 juin 1930).
  - Keith Harvey Miller, hommepolitique américain (° 1er mars 1925).
  - Mike Oliver, sociologue britannique (° 3 février 1945).
- 2020 : 
  - Ulay (Frank Uwe Laysiepen dit), artiste allemand pratiquant l'art performance (° 30 novembre 1943).
  - Peter Wieland, chanteur allemand (° 6 juillet 1930).
- 2021 : 
  - Chris Barber, tromboniste anglais de jazz (° 17 avril 1930).
  - Claude Brixhe, helléniste et linguiste français (° 20 avril 1933).
  - Peter Grosser, ancien footballeur international allemand (munichois) devenu entraîneur. (° 28 septembre 1938).
  - Claude Lacroix, scénariste et dessinateur français (° 6 janvier 1944).
  - Jaroslav Tetiva, basketteur tchécoslovaque puis tchèque (° 4 février 1932).
  - Bunny Wailer (Neville O'Riley Livingston dit), auteur-compositeur-interprète chanteur et percussionniste jamaïcain cofondateur du groupe de musique reggae The Wailers puis en solo (° 10 avril 1947).
- 2022 : Jean-Pierre Pernaut, journaliste et présentateur de télévision français (°8 avril 1950).
- 2023 : Mary Bauermeister, artiste allemande (° 7 septembre 1934).
- 2024 : 
  - Jim Beard, pianiste de jazz américain (° 26 août 1960).
  - Maurice Bembridge, golfeur britannique (° 21 février 1945).
  - Tim Ecclestone, hockeyeur sur glace canadien (° 24 septembre 1947).
  - Alain Gerolami, haut fonctionnaire français (° 16 mars 1926).
  - Paul Houde, acteur et animateur de télévision et de radio canadien (° 25 août 1954).
  - John Okafor, acteur et humoriste nigérian (° 17 octobre 1961).
  - Søren Pape Poulsen, homme politique danois (° 31 décembre 1971).
  - Antoine Predock, architecte américain (° 24 juin 1936).
  - Nikola Vuljanić, homme politique croate (° 25 juin 1949).
- 2025 : 
  - Dieuwertje Blok, actrice, écrivaine et présentatrice de radio et de télévision néerlandaise (° 8 août 1957).
  - Gérard Bourgoin, chef d'entreprise, dirigeant sportif et homme politique français (° 6 juillet 1939).
  - John Cummins, homme politique canadien (° 12 mars 1942).
  - Herbert Léonard, chanteur et auteur français (° 25 février 1945).
  - Marysa Navarro, historienne et universitaire hispano-américaine (° 12 octobre 1934).
  - Buvaysar Saytiev, lutteur russe (° 11 mars 1975).
  - Bernhard Vogel, homme politique allemand (° 19 décembre 1932).

## Célébrations
- Japon : fête du puisage (omizu-tori) célébrée à Tōdai-ji et Nara (voir aussi 1er mars).
- Texas (États-Unis d'Amérique du Nord) : Texas Independence Day (en) commémorant l'indépendance du Texas obtenue en 1836 sur le Mexique grâce à une révolution texane contre ce dernier.

### Religieuse
- Bahaïsme : premier jour du mois de l'élévation / ‘alá’' consacré au jeûne, dans le calendrier badí‘.

### Saints des Églises chrétiennes

#### Saints des Églises catholiques et orthodoxes
Saints des Églises catholiques et orthodoxes :
- Chad de Mercie ou Ceadda († 672), évêque anglo-saxon.
- Euthalie († vers 257), vierge à Lentini en Sicile, martyre (27 août en occident).
- Fergna d'Iona († 673), Abbé.
- Gistilien de Menevia († Ve siècle), moine.
- Hésychius dit le Palatin († entre 305 et 311), sénateur, martyr à Antioche sous Galère (fête le 6 mars en occident).
- Jacob de Toul († 767), 24e évêque de Toul.
- Jaoua († vers 570) ou Joavan ou Joevin, disciple de son oncle saint Paul Aurélien et évêque en Bretagne.
- Luc Casali de Nicosie (it) († IXe siècle), abbé à Nicosie puis à Agira en Sicile.
- Lucius († ?), Absalon et Lerge, martyrs à Césarée de Cappadoce.
- Nestor († 251) et Tribimius, martyrs à Pergé.
- Piamoun († IVe siècle), Ascète égyptienne.
- Quintus d'Éolide († vers 283), thaumaturge.
- Slebhine d'Iona († 767), moine.
- Théodote de Kyrénia († 325), évêque de Kyrenia à Chypre.
- Troade († entre 249 et 251) et ses compagnons, martyrs à Néocésarée dans le Pont sous Dèce.
- Willeic († 726), disciple de saint Suitbert, prieur de l'abbaye de Kaiserswerth.

#### Saints et bienheureux des Églises catholiques
Saints et bienheureux des Églises catholiques :
- Agnès de Bohême († 1282), princesse devenue abbesse clarisse.
- Angèle de la Croix († 1932), religieuse espagnole fondatrice des Sœurs de la compagnie de la Croix.
- Charles Ier de Flandre († 1127), bienheureux comte de Flandre et martyr.
- Engelmar Unzeitig († 1945), bienheureux prêtre allemand martyr.
- Foulques de Neuilly († 1202), bienheureux prêtre, prêcheur de la quatrième croisade, fondateur de l'abbaye Saint-Antoine-des-Champs.

#### Saints orthodoxes du jour (aux dates parfois"juliennes"/ orientales)
Saints des Églises orthodoxes :
- Arsène de Tver († 1409), évêque.
- Nicolas Planas († 1932), prêtre à Athènes.

### Prénoms du jour
Bonne fête aux Charles et ses variantes : Carla, Carlo, Carlos, Carlos-Manuel, Carlota, Carlotta, Carol, Carolina, Caroline, Carolyn, Carolyne, Carolus, Charlene, Charlène, Charley, Charlez, Charlie, Charline, Charlot, Charlotte, Charly, Karel, Karl, Karol, Karolina, Karolus, Karolyna, etc. (voir aussi 17 juillet, notamment pour les variantes féminines).
Et aussi aux :
- Chad,
- Jaoua et ses variantes dont d'autres bretonnantes : Jaouen, Jaoven, Joavan, Joéva, Joevin, Joévin, Joevina, Joévina, Joevine, Joévine, Jouan, Jouvin, Jova, Jovan, Jovana, Jovany, Joven, Jovin, etc.

## Traditions et superstitions
- Charles Ier de Flandre était invoqué par les miséreux et les fiévreux qui devaient boire l'eau versée dans son crâne[11].
- Les trois premiers jours de mars appelés jours de remarque étaient censés permettre de présager du temps du printemps à venir dans certaines contrées[12] (voir aussi 1er mars et 3 mars par conséquent).

### Dictons
- « À la saint-Charles, la gelée parle. »
- « À la saint-Jacob, dans nos pays, les pies commencent leurs nids. »
- « À la Saint-Joavan, dans nos pays, les pies commencent leur nid. »[13] (en fait plusieurs jours avant sans date précise)

### Astrologie
- Signe du zodiaque : 12e jour du signe astrologique des Poissons (13e en cas d'année bissextile).

## Toponymie
Les noms de plusieurs voies, places, sites ou édifices de pays ou régions francophones contiennent cette date sous diverses graphies : voir Deux-Mars .